# Min-entropie

Srovnání entropií na příkladu házení mincí s pravděpodobnostmi.

Min-entropie (značená obvykle {\displaystyle H_{\infty }}) je pojem z oboru teorie informace. Jedná se o nejkonzervativnější definici entropie z rodiny Rényiho entropie, tedy o nejkonzervativnější odhad neurčitosti možných výsledků. Různé Rényiho entropie jsou si rovny pro případ rovnoměrného rozdělení, ovšem liší se pro jiná rozdělení pravděpodobnosti. Přitom platí, že min-entropie není nikdy větší než Shannonova entropie a Shannonova entropie není nikdy větší než max-entropie.

## Definice
Min-entropie při daných pravděpodobnostech {\displaystyle p_{i}} je rovna {\displaystyle -\log _{2}\max _{1\leq i\leq n}p_{i}}.